# Notes from the Underground
Notes from the Underground is een aflevering van de Amerikaanse dramaserie Tour of Duty.

## Synopsis
The Vietnam War was the longest war in American history.

(De Vietnamoorlog was de langste oorlog in de Amerikaanse geschiedenis.)

## Plot
Tijdens een patrouille wordt het tweede team aangevallen door de Vietcong. Wanneer deze zich vervolgens terugtrekt in de jungle lopen ze recht op het team van Lt. Goldman af. Sgt. Anderson besluit om de Vietcong in de val te laten lopen, echter heeft niemand vertelt dat het tweede team achter de Vietcong aangegaan is waardoor het team van Lt. Goldman bijna de mannen van het tweede team doodschiet (friendly fire). De Vietcong die ze achterna zaten blijken spoorloos te zijn verdwenen.
Het team van Lt. Goldman krijgt vervolgens de opdracht om een nabij gelegen dorpje uit te kammen. Terwijl ze dit doen wordt ze aangevallen door de Vietcong. Sld. Taylor wordt in zijn nek geraakt door een kogel en probeert zichzelf in veiligheid te brengen. Hij wordt echter bewusteloos geslagen en meegenomen door de Vietcong, die vervolgens wederom in het niets verdwijnt. Het team vindt vervolgens door puur toeval een ingang naar een ondergrondse tunnel. Lt. Goldman vraagt of er vrijwilligers zijn die de tunnel in willen om te gaan zoeken naar Sld. Taylor. Sld. Ruiz en Sld. Clyde bieden zich aan en gaan de tunnel in. Clyde komt tijdens de afdaling vast te zitten en wordt vervolgens door Vietcong soldaten gespietst. Sld. Ruiz vlucht en weigert om nog de tunnel in te gaan.
Ergens in het tunnelnetwerk wordt Sld. Taylor gewaterboard ondervraagd en uiteindelijk bewusteloos geslagen. Vervolgens krijgt een Vietcongdokter de opdracht om Sld. Taylor weer op te knappen voor een volgende ondervraging. Boven de grond besluiten Lt. Goldman en Sgt. Anderson om samen de tunnel in te gaan. Tussen de Vietnamese dokter en Sld. Taylor ontstaat langzaamaan een vriendschap wanneer de dokter hem beschermt tegen verdere verhoring door een kwade Vietcong officier.

## Muziek
| Artiest             | Nummer                   |
| ------------------- | ------------------------ |
| Buffalo Springfield | For what it's worth      |
| The Surfaris        | Wipe out                 |
| Four Tops           | Reach Out, I'll Be There |

Seizoen 1: Pilot · Notes from the Underground · Dislocations · War Lover · Sitting Ducks · Burn Baby, Burn · Brothers, Fathers, and Sons · The Good, the Bad, and the Dead · Battling Baker Brothers · Nowhere to Run · Roadrunner · Pushin' Too Hard · USO Down · Under Siege · Soldiers · Gray-Brown Odyssey · Blood Brothers · The Short Timer · Paradise Lost · Angel of Mercy · The Hill

Seizoen 2: Saigon: Part 1 · Saigon: Part 2 · For What It's Worth · True Grit · Non-Essential Personnel · Sleeping Dogs · I Wish It Would Rain · Popular Forces · Terms of Enlistment · Nightmare · Promised Land · Lonesome Cowboy Blues · Sins of the Fathers · Sealed with a Kiss · Hard Stripe · The Volunteer

Seizoen 3: The Luck · Doc Hock · The Ties That Bind · Lonely at the Top · A Bodyguard of Lies · A Necessary End · Cloud Nine · Thanks for the Memories · I Am What I Am · World in Changes · Green Christmas · Odd Man Out · And Make Death Proud to Take Us · Dead Man Tales · Road to Long Binh · Acceptable Losses · Vietnam Rag · War Is a Contact Sport · Three Cheers for the Orange, White and Blue · The Raid · Payback